# Andenes fyr
Andenes fyr ist ein Leuchtturm in der Kommune Andøy in der norwegischen Provinz (Fylke) Nordland. Der Leuchtturm wurde 1859 errichtet.

## Lage
Das Andenes fyr liegt im Hafen der Ortschaft Andenes an der Nordspitze der Insel Andøya, die zur Gemeinde Andøy gehört. Der Leuchtturm ist der nördlichste in der Provinz Nordland und der vierthöchste in ganz Norwegen. Nahe dem südlichen Ende der Insel Andøya befindet sich der Leuchtturm Anda fyr, der etwa 14 Kilometer vor der Küste der Hauptinsel auf der kleinen Insel Anda liegt. In Andenes befinden sich nahe dem Turm Reste der Bahntrasse, die beim Bau einer Mole nördlich des Andesnes fyr verwendet wurde.

## Geschichte
Der Leuchtturm wurde im Jahr 1859 in Betrieb genommen, nachdem man aufgrund der Fischerei und dem zunehmenden Schiffsverkehr in diesem Gebiet Bedarf dafür sah. Zuvor waren im Februar 1821 30 Fischer bei einem Unfall ums Leben gekommen. Im Jahr 1948 wurde zusätzlich ein Funkfeuer errichtet, 1953 wurde die Anlage elektrifiziert. Seit 1978 wird der Betrieb ohne Arbeiter vor Ort automatisiert fortgeführt. Im Jahr 1999 wurde das Gebäude unter Denkmalschutz gestellt und der Leuchtturm wird mittlerweile vom Andøymuseet für Führungen verwendet.

## Tourismus
Der Leuchtturm wurde zu einer Touristenattraktion, da er auch bestiegen werden kann. In den Sommermonaten ist sein Licht ausgeschaltet.